# 500ページの夢の束
『500ページの夢の束』（ごひゃくページのゆめのたば、Please Stand By）は、2017年のアメリカ合衆国のドラマ映画。監督はベン・リューイン、主演はダコタ・ファニング。
『スタートレック』の脚本コンテストに応募しようとする主人公の奮闘を描いた作品。
マイケル・ゴラムコの短編戯曲『Please Stand By』を原作とし、ゴラムコ自らの脚本で映画化。
複数の映画祭で上映されたのち、2018年1月26日にアメリカで公開された。

## あらすじ
『スタートレック』の並外れた知識を持つ自閉症のウェンディはグループホームで暮らし、スコッティのケアを受けている。姉オードリーが現れ、ウェンディに娘の写真を見せ、二人が住んでいた家を売ることにしたと話す。その時ウェンディはパラマウントピクチャーズ社の『スタートレック』の脚本コンテストに参加しようとしており、コンテストの賞金で家を買い戻すと言うが、オードリーは納得しない。
ウェンディはコンテストへの脚本投稿の締め切りを逃し、直接持ち込むことにする。そのため、500ページの原稿を持ってハリウッドへ旅に出る。乗ったバスから追いだされ、降りた町で有り金を巻き上げられる。親切な婦人に助けられ、別のバスに乗ることができたが、運転手が居眠り運転をしてバスは事故を起こす。
ウェンディは病院で目覚める。脚本を届けるため病院を脱出し、その途中で脚本の一部を失ったため、書き直しはじめる。
オードリーとスコッティはウェンディの失踪に気づき、捜索をはじめる。
ウェンディはバスのトランクに忍び込んでロサンゼルスに着く。オードリーらの捜索願いの顔写真でウェンディを認識した警官に連れられ、ウェンディはオードリーとスコッティと再会し、パラマウントピクチャーズに行くことができる。
何とか提出場所に脚本を届けることができ、ウェンディは満足し自信を持つ。グループホームに戻った後に不採用の通知が来るが、ウェンディは気にしない。ウェンディはオードリーの元を訪ね、姪と初めて対面する。

## キャスト
- ウェンディ: ダコタ・ファニング
- スコッティ: トニ・コレット
- オードリー: アリス・イヴ
- サム: リヴァー・アレクサンダー（英語版）
- フランク: パットン・オズワルト
- ローズ: マーラ・ギブズ（英語版）
- ジャック: マイケル・スタール＝デヴィッド（英語版）
- ジュリー: ジェシカ・ローテ
- 看護師: ジェイコブ・ワイソッキー（英語版）
- バスチケット販売所: ローラ・イネス
- ドイル巡査: ロビン・ワイガート

## 評価
映画批評集積サイトのRotten Tomatoesには38件のレビューがあり、批評家支持率は58%、平均点は10点満点で5.86点となっている。
Metacriticには12件のレビューがあり、高評価は4件、賛否混在は7件、低評価は1件、平均点は100点満点で49点となっている。